# École supérieure en sciences informatiques
L' École supérieure en sciences informatiques (ESSI) était une école d'ingénieurs au sein de l'université Nice-Sophia-Antipolis. Sur le site de la technopole de Sophia Antipolis, l'ESSI était au centre d'une synergie Enseignement - Recherche - Industrie. 
Elle accueillait trois cent cinquante élèves ingénieurs et une centaine d'étudiants de troisième cycle (DESS, DEA). L'école était spécialisée en informatique appliquée et dans les disciplines fortement utilisatrices d'informatique. 
Les diplômés de l'ESSI sont généralement employés et appréciés comme ingénieurs de recherche et d'études, concepteurs d'outils logiciels, chefs de projets en informatique, dans des secteurs de pointe : informatique d'applications et de services, informatique temps réel, informatique industrielle, automatique, réseaux, multimédia, internet, traitement d'image, calcul scientifique, banque et assurances... 
Le 2 mars 2005, Polytech'Nice Sophia est créée associant ESSI, ESINSA (École supérieure d'ingénieurs de Nice Sophia-Antipolis) et Magistère de pharmacologie. 
L'ESSI devient le département SI (Sciences Informatiques) de la nouvelle école.